# Ascalohybris borneensis
Ascalohybris borneensis is een insect uit de familie van de vlinderhaften (Ascalaphidae), die tot de orde netvleugeligen (Neuroptera) behoort. 
Ascalohybris borneensis is voor het eerst wetenschappelijk beschreven door Van der Weele in 1904.